# S/2003 J 19
S/2003 J 19 (Jupiter LXI) は、木星の第61衛星である。
2003年2月6日に、ブレット・J・グラドマン (Brett J. Gladman) が率いる天文学者チームによって発見され、S/2003 J 19 という仮符号が与えられた。カナダ・フランス・ハワイ望遠鏡とハワイ大学の望遠鏡を用いた観測で発見され、2003年4月12日の小惑星センターのサーキュラーで発見が報告された。
S/2003 J 19 は2003年の発見報告以来しばらくの間観測報告が無く、見失われた状態にあった。しかし2018年になって、すばる望遠鏡、マゼラン望遠鏡、セロ・トロロ汎米天文台の望遠鏡を用いた観測でスコット・S・シェパードによって再発見され、同年9月25日に Jupiter LXI という確定番号が与えられた。なお2018年時点では衛星への命名は行われていない。
S/2003 J 19 の見かけの等級は23.7であり、アルベドを0.04と仮定した場合、S/2003 J 19 の直径はおよそ 2 km と推定される。また、密度を 2.6 g/cm3 と仮定した場合、質量はおよそ 1.5 ×1013 kg と推定される。S/2003 J 19 は、木星から2300万km前後の距離を逆行軌道で公転し、軌道傾斜角が 165° 前後の不規則衛星のグループであるカルメ群に属している。